# 黄桷坪街道
黄桷坪街道，是中华人民共和国重庆市九龙坡区下辖的一个乡镇级行政单位。

## 行政区划
黄桷坪街道下辖以下地区：
黄桷坪正街社区、新市场社区、唐家湾社区、邮电支路社区、小湾村社区、三角道社区、滩子口社区和五龙庙社区。